# Nichelină
Nichelina este un aliaj de tip bronz, conținând cupru, staniu și nichel (32%).
Aliajele cuprului cu o serie de elemente ca Sn, Al, Pb, Si, Mn, Be, Ni poartă numele de bronzuri. Aliajele Cu-Sn se numesc bronzuri obișnuite iar celelalte bronzuri speciale.
Dacă nichelul este în proporție de 40-45% atunci bronzul respectiv se numește constantan. El este caracterizat printr-o rezistivitate electrică mare și se folosește la fabricarea rezistențelor în electrotehnică.
Bronzurile cu nichel se caracterizează prin bună rezistență la rupere (σr0.2), elasticitate ridicată (E), foarte bună alungire (A) și rezistență la coroziune.

### Trivia
- aliajele bronzului cu nichel în proporție de 80-20 sunt foarte plastice, rezistente la coroziune și temperaturi înalte;
- aliajul bronz cu 25% nichel este folosit pentru fabricarea monedelor de culoare albă;
- aliajul bronz cu 32% nichel este denumit nichelină;
- aliajul bronz cu 40-45% nichel este denumit constantan.